# Майкович Степан Григорович
Майкович Степан Григорович (нар. 7 січня 1940 в с. Репедь Саноцького повіту на Лемківщині) — український будівельник і громадський діяч. Заслужений будівельник України.

## Життєпис
У травні 1946 сім'я Майковичів була депортована в Україну, в Тернопільську область, станцію Потутори. 1958 р. закінчив Львівський механічний технікум, після чого був направлений на роботу в Кара-Калпатську АРСР Узбецької Республіки. Після служби в армії закінчив факультет нафтогазопроводів Івано-Франківського інституту нафти і газу за спеціальністю «Спорудження газопроводів, газосховищ і нафтобаз».
У лютому 1963 почав працювати в Будівельному управлінні № 7 тресту «Укрзахіднафтогазбуд», в 1986 р. став його керівником (з 1999 — ЗАТ «Нафтогазбуд».). Брав участь у будівництві нафтопроводу «Дружба», газопроводів «Братерство», «Союз», «Уренгой • Помари — Ужгород», транзитного газопроводу «СРСР — Туреччина» на території Болгарії, водопостачання міст Болгарії та м. Львів, ліквідації наслідків Чорнобильської катастрофи. Достроково і з відмінною якістю побудований фірмою «Нафтогазбуд» з'єднувальний нафтопровід «Одеса — Броди».
В часи відродження незалежності Степан Майкович виступає як меценат. Він надавав допомогу релігійним громадам у відбудові храмів та монарших обителей, у будівництві церков Львова та області, підтримував розвиток культури і спорту регіону, надав кошти для будівництва пам'ятнику депортованим у рідному селі Бучали.
За трудові успіхи нагороджений медаллю «Ветеран праці» (1982 p.), грамотою Президії Верховної Ради Української РСР за досягнуті успіхи при спорудженні газопроводу «Уренгой — Помари -Ужгород» (1983 p.), нагрудним знаком «Отличник Миннефтестроя» (1989 p.), медаллю «За ефективне управління» (2001 p.);

## Відзнаки
Відзначений міжнародними нагородами «Золотий Меркурій» та «Європейська якість» (2004 p.), нагородою Тисячоліття (Асамблея ділових кіл України) (2004 p.), нагородою «Особистість року» (серпень 2009 p.). Дійсний член Академії будівництва України (1995 p.). Указом Президента України присвоєно Почесне звання «Заслужений будівельник України» (2001 p.). Благодійна діяльність Степана Майковича відзначена грамотою Папи Римського Івана-Павла II та орденом святого рівноапостольного князя Володимира Великого III ступеня.